# Huinca Renancó
Huinca Renancó es una ciudad del departamento General Roca, en la provincia de Córdoba(Argentina). Es la única con ese estatus en el 
departamento General Roca.

## Historia
En esta zonas habitaron los indígenas ranqueles.
Huinca Renancó se fundó el 1 de diciembre de 1901, día en que llegó a la localidad el primer tren del ramal Buenos Aires al Pacífico. A su vez, se produjo también la llegada de inmigrantes españoles e italianos y entre ellos podemos destacar a las personalidades históricas Hortal y Torroba, dueños de las tierras que en un primer momento se lotearon junto a la estación Huinca Renancó
Estos señores, dueños de extensiones de tierras desde la zona de Laboulaye hasta Huinca Renancó, lotearon, en el siglo pasado, parte de la zona urbana de aquella ciudad y subdividieron, en quintas, parte de sus campos.
Cuando llegaron los rieles a Huinca Renancó, el señor Torroba se hallaba en España, pero inmediatamente ordenó a sus administradores, Mauricio Boireau y Cía., que efectuara la planificación y el loteo para el futuro pueblo.
A mediados de 1902, los solares más privilegiados ya se encontraban vendidos, por lo cual la venta se inició muy posiblemente a fines de 1901.
En el plano original de loteo, puede advertirse que los señores Torroba y Hortal hicieron donación de los terrenos que hoy ocupan: la Municipalidad, la policía, la iglesia, la plaza San Martín y la escuela Domingo Faustino Sarmiento.
En cuanto a la otra fracción de pueblo, Villa Crespo, por motivos que se desconocen, no fue loteada hasta el año 1908, o por lo menos, no se pusieron en venta los solares. Dos o tres edificaciones de mampostería se levantaron entre 1904 y 1906, pero se culminaron al finalizar la primera década del siglo.
El nombre de este barrio se debe a que Agustín Crespo, tras arribar a estas zonas en 1886, procedente de La Pampa, donó al pueblo, un lote correspondiente a la plaza Argentina y otro, cuyo destino debió ser una escuela, pero que finalmente ocupó la Terminal de Ómnibus.
En 1901 fue inaugurada la Estación y en la actualidad es un conservado testimonio de ese pasado donde el tren fue de vital importancia.

## Economía
Sin duda, la empresa ferroviaria fue la que más ayudó al progreso del pueblo, en su origen, ya que estableció la sección Vías y Obras con su personal jerárquico y sus grandes depósitos de material; además, en 1908 inauguró un importante taller donde trabajaron más de 200 empleados.
En la década del 40 se observó una reacción favorable en la agricultura y ganadería debido al aumento en el promedio de lluvias. Por otra parte, las grandes potencias mundiales se hallaban en guerra, y las carnes y los granos locales cubrían, con buenos precios, las necesidades de los países aliados.
Sucedieron, en esta década importantes cambios en la conducción nacional, lo que llevó a una euforia comercial apoyada por los importantes aumentos en los ingresos de los trabajadores derivados de una activa política de empleo e ingresos del gobierno, promoviendo el desarrollo industrial y comercial así como un creciente acceso de las capas trabajadoras al consumo, que antes estaba restringido a una porción muy minoritaria de la sociedad. Así, esta década afianzó el comercio y la industria; y Huinca Renancó, como muchas otras ciudades y pueblos, se fortaleció en los años 50 con grandes cosechas, posibles gracias a la incorporación paulatina de tecnología al trabajo rural.
Actualmente la principal actividad que tiene la localidad, es la ganadería y la agricultura.

## Población
Cuenta con 9615 habitantes (Indec, 2022), lo que representa un incremento del 1,3% frente a los 9487 habitantes (Indec, 2010) del censo anterior. 
| Gráfica de evolución demográfica de Huinca Renancó entre 1991 y 2022 |
|                                                                      |
| Fuente: censos nacionales del INDEC                                  |

## Toponimia
El nombre es una adaptación de las palabras "Wingka Rünganko", que en idioma mapuche quieren decir:
- Wingka: ‘hombre blanco’
- Rüngan: ‘hacer un pozo’, ‘cavar la tierra’
- Ko: ‘agua’

En la verdadera u original lengua auracana, no se decía “Huinca”, sino “Huincá”, y en cuanto a “Renan”, tanto los auracanos pampas como los ranqueles pronunciaban “Regan” o “Regnan”, de modo que la localidad debería llamarse “Huincá Regnancó”.
Esta denominación hace referencia a “pozo de agua del cristiano”, nombre que fue tomado de una laguna homónima que existe en sus inmediaciones a raíz de un pozo realizado por una expedición en el siglo XVIII.  

## Geografía

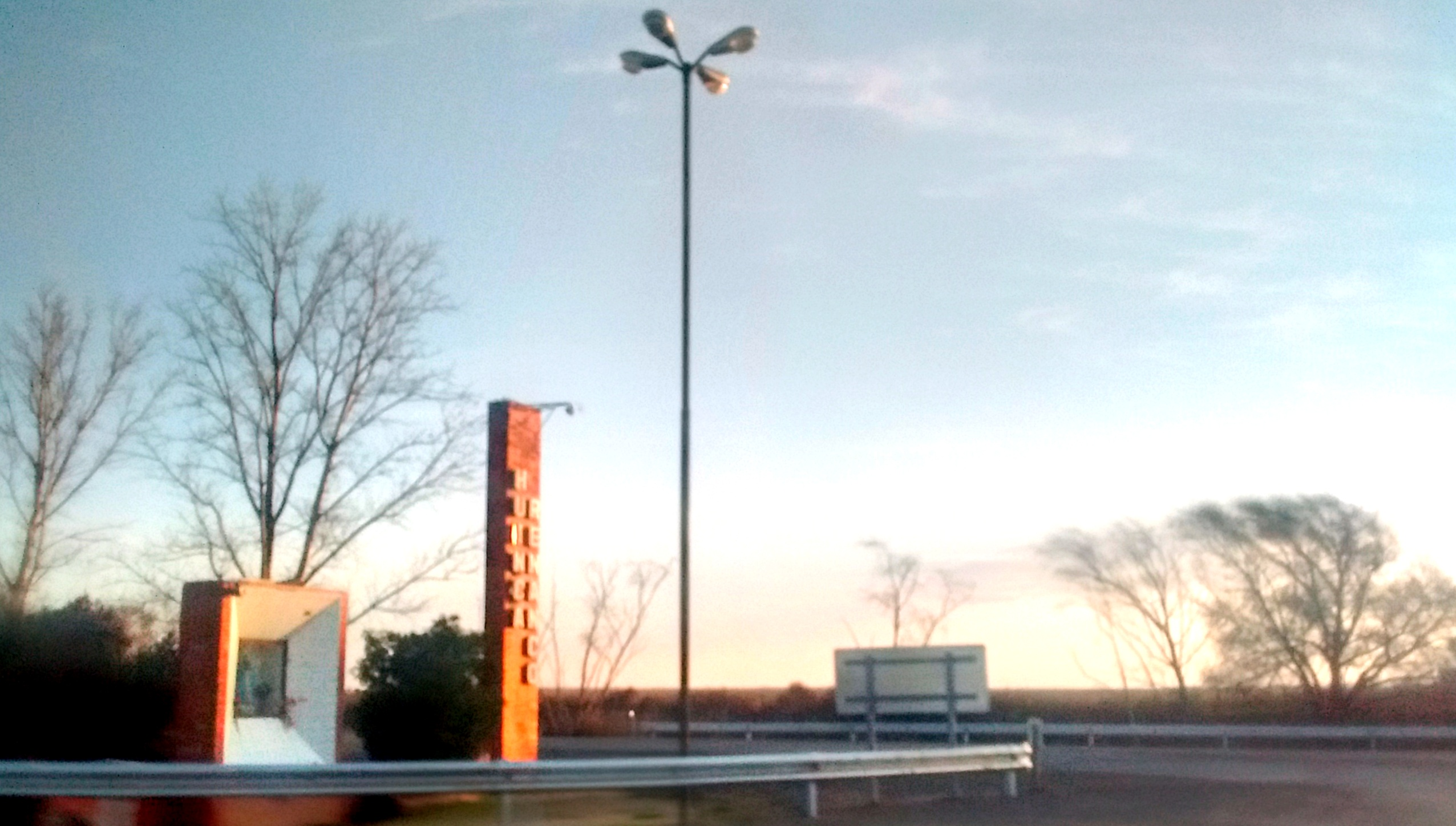
Ingreso a la ciudad.

### Clima
- Ciclo húmedo (1870 a 1920): una importante inundación en 1916, con 220 mm en pocas horas, anegando todo el barrio de calle Reconquista y el Barrio Norte.
- Ciclo seco (1920 a 1973): el 8 de diciembre de 1929 (95 años), tras una penosa sequía, a las 17:00 h se hizo plena oscuridad por intensos vientos y una erosión eólica importante.

Los inviernos son fríos con temperaturas bajo cero y en los veranos las temperaturas rondan los 35 °C.

## Sporting Club Nelson Tomás Page
Fue fundado el 17 de julio de 1926 por un grupo de vecinos de la localidad de Huinca Renancó que deseaban contar con una entidad deportiva y designaron una comisión provisoria presidida por Dalmacio Véliz. Días después, el 22 de julio, logró la fusión con Unión F.C. de la misma ciudad.
Su primer nombre fue el de "Defensores de Huinca" adoptando luego el de "Sporting Club Nelson Tomas Page" en homenaje al alférez naval homónimo, quien murió en un trágico accidente al caer su avión en el Delta del Río Paraná. El verde y blanco, los colores que representan a esta institución, fueron designados el 1 de agosto de 1926. Es por eso que se le apoda "El Verde".
El 1 de septiembre se realiza una reunión en el local de la Asociación Italiana Santa Paula donde se forma la primera comisión directiva compuesta por 49 socios y tuvo como presidente electo al señor Lucas Landa.
Desde sus inicios y a lo largo de su historia, se caracterizó por ofrecer a la comunidad una variada cantidad de disciplinas deportivas, habiendo desarrollado prácticas de fútbol, bochas, natación, tenis, vóley, ciclismo y karting.
Desde 1968 comenzó a organizar el Festival Folclórico conocido como Centro de la República.
Numerosos presidentes se han destacado en la historia de la institución y entre ellos se recuerda a Blas Remotti, Armando Durán, Celedonio Saldívar, Jorge Castillo, Carlos Trossero y Edgardo Castro.
El Sporting Club Nelson Tomás Page, cuenta con su estadio de fútbol denominado “Tomas Chana” en honor al mayor referente de su dirigencia, ubicado en Chacabuco esquina Belgrano y con capacidad para 444 espectadores sentados (o 540 de pie). estadio para la práctica de Hockey sobre césped, pileta de natación de 50 metros de largo, pista de bicicróss, un moderno gimnasio, donde se practica básquet con tableros de acrílico, también se juega voleibol y gimnasia artística. En los espacios verdes se encuentra una frondosa arboleda y parrillas, donde el socio puede disponer de maravillosos momentos de descanso y placer.
Disputa el clásico local ante el Club Atlético Talleres y tiene también una fuerte rivalidad con Independiente de Ranqueles.
El palmarés de la Liga Regional lo ubica como el segundo equipo más ganador (Empatado con Juventud Unida de Villa Huidobro) con 9 títulos, sumando los obtenidos en 1936, 1938, 1939, 1954, 1988, Apertura 2008, Apertura 2013, Apertura 2014 y Apertura 2019. También ha participado en Torneos Provinciales.

## Club Atlético Independiente de Ranqueles
En 1919, precisamente desde el 7 de junio el Club Atlético Independiente de Ranqueles comenzó a funcionar como una asociación civil destinada a realizar obras de interés general comunitaria, actividades deportivas, sociales y culturales.
El primer y único estatuto que rige a esta institución se confeccionó y aceptó por unanimidad el 1 de marzo de 1977, bajo la presidencia de José Alberto Strada y como secretario Luis Feito. Ese estatuto fue redactado por los señores Freddy Chiappero y Raúl Sebastián Curiotto.
Tiene su sede social en Suipacha 55, de la ciudad de Huinca Renancó. Allí, en ese lugar se encuentra el Cine Teatro Cervantes -refuncionalizado en 2019-, un lugar alucinante, que no tiene nada que envidiarle a los grandes teatros de las Capitales Argentinas. Posee también una edificación en el frente, la confitería del club donde habitualmente se puede degustar de los mejores platos y shows durante los fines de semana.
Su personería jurídica tiene número 25 A/77. El campo de deportes está ubicado entre las calles Francia y Alemania de esta ciudad, lleva el nombre Reinaldo "Chiche" Strada y tiene capacidad para 400 espectadores sentados (o 800 de pie).
Hasta la fecha esta institución brinda actividades deportivas en beneficios de niños y jóvenes de Huinca Renancó y de la zona. Participa cada año en el campeonato de la Liga Regional de Fútbol General Roca, habiendo obtenido dicho torneo en los años 1978, en el Clausura 2008, Apertura 2010, Clausura 2012, Apertura 2024, Clausura 2024 y Apertura 2025. Además ha participado en Torneos Provinciales.
Los colores que caracterizan o representan al club son rojo con vivos blancos, según lo establecido en el estatuto. Su apodo es "El Rojo".

## Club Atlético Talleres
El Club Atlético Talleres nació el 4 de julio de 1944 por parte de los obreros ferroviarios que trabajaban en los talleres del ferrocarril San Martín en la ciudad de Huinca Renancó.
He aquí que estos hombres solicitaron a ferrocarriles un predio que se encontraba a la vera de las vías, el cual les fue cedido para elaborar la cancha de Talleres, cancha de fútbol que funcionó en ese sitio hasta el año 1973, ya que al año siguiente se inaugura el nuevo estadio llamado Hugo Walter Fioramonti, conocido como el "Óvalo Metálico", ya que contaba con la cancha de fútbol de medidas reglamentarias y circundando a ésta una muy pista de atletismo, también utilizada en su momento para competencias de speeway, motos y karting. Posee una tribuna para 45 personas sentadas (0 90 de pie) y se ubica en Suipacha esquina Ecuador.
Dentro del club la disciplina más importante es el fútbol, contando además con Gimnasia Artística y Artes Marciales, dentro de su gimnasio cubierto.
La entidad se afilió a la Liga Regional de Fútbol del Departamento General Roca participando con todas las categorías y en la cual obtuvo ocho campeonatos, logrando el récord de ser el primer club de la liga que conquistó cuatro títulos de forma consecutiva entre 1966 y 1969. A esos certámenes se le suman los obtenidos en 1961, 1987, 1990 y el Clausura 2015 tras una final ante Nelson Tomás Page (rival de toda la vida) que quedó para la historia.
Su color representativo es el Rojo y del cual deriva su apodo. El clásico local es disputado con el Club Nelson Tomas Page.
También se le conoce por el sobrenombre de "La T".
La sede social se ubica el 25 de mayo de 1155, a metros de la sede de la Liga Regional.

## Parroquias de la Iglesia católica en Huinca Renancó

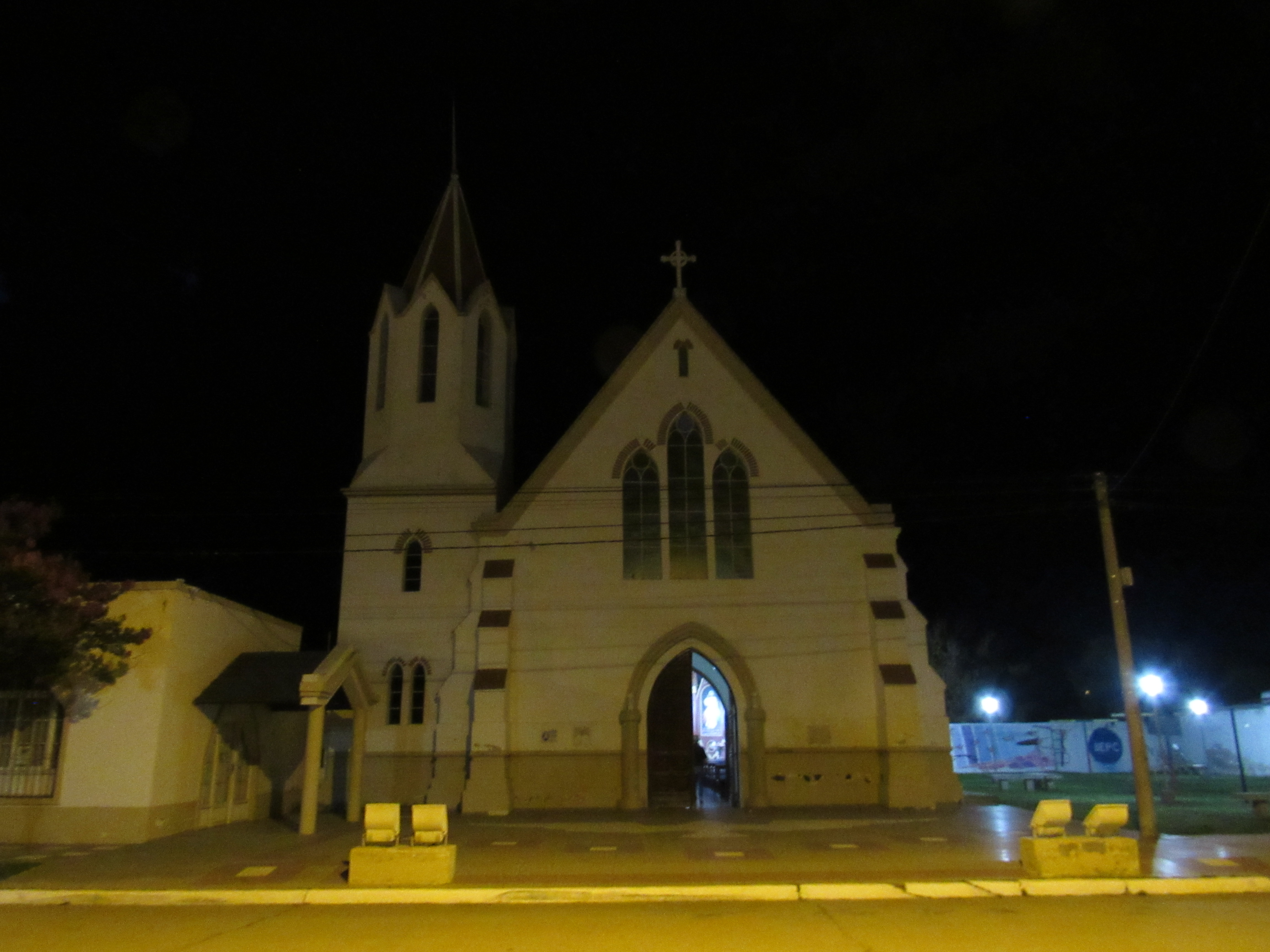
Parroquia Nuestra Señora del Carmen

Esta Iglesia católica está ubicada en la plaza principal junto a su torre y cúpula.
La Patrona es la Virgen del Carmen y cada 1° de diciembre se festeja  su aniversario de fundación, en la cual se desarrolla la Feria nacional de Artesanías y Música Popular en la estación del ferrocarril.
| Diócesis  | Villa de la Concepción del Río Cuarto |
| --------- | ------------------------------------- |
| Parroquia | Nuestra Señora del Carmen             |